# کنکیچی مائکاوا
کنکیچی مائکاوا (انگلیسی: Kenkichi Maekawa؛ زادهٔ ۱۶ مارس ۱۹۵۳) کشتی‌گیر اهل ژاپن بود.